# Szybka Kolej Regionalna

Netzplan mit geplanten Erweiterungen

Szybka Kolej Regionalna, kurz: SKR (deutsch wörtlich: Regionalschnellbahn) ist ein derzeit im Entstehen begriffenes S-Bahn-ähnliches System im Oberschlesischen Industriegebiet in Polen, das seit 2009 sukzessive von der Eisenbahngesellschaft Koleje Śląskie aufgebaut wird und sich auf die gesamte Woiwodschaft Schlesien ausdehnen soll.

## Geschichte

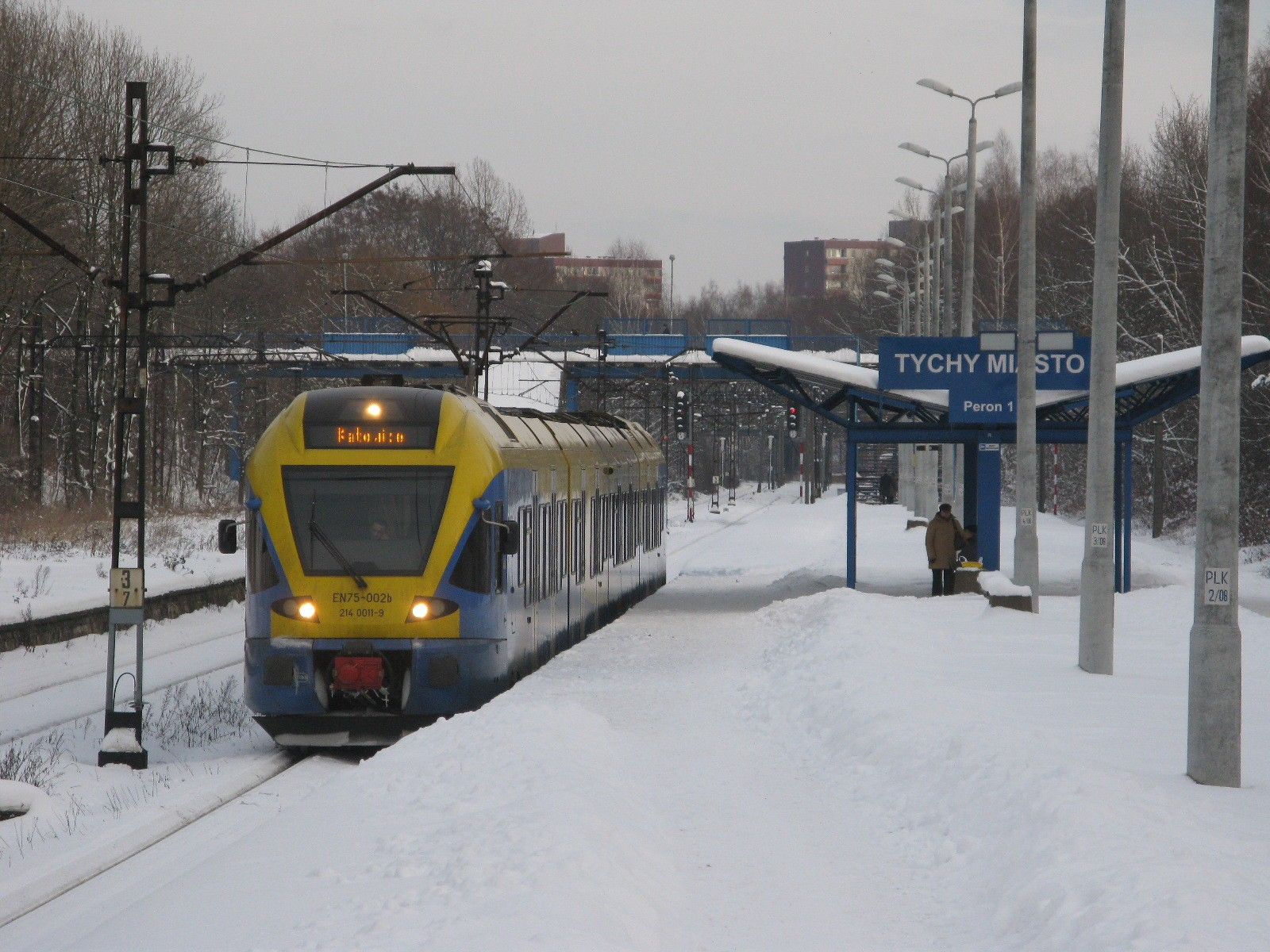
Stadler FLIRT in Tychy Miasto

Die erste Linie eröffnete die heutige Linie S4 am 14. Dezember 2008 auf dem Teilstück Katowice–Tychy Miasto. Eingesetzt werden zurzeit drei Triebwagen der Type Stadler FLIRT (in der vierteiligen Variante), die in der Hauptverkehrszeit alle 30 Minuten verkehren und die 20,43 km lange Strecke in 24 Minuten bewältigen. An Wochenenden wird ein Nachtverkehr angeboten.
Am 12. Dezember 2010 wurde die Linie um drei Stationen zum Bahnhof Sosnowiec Główny verlängert. 
Mit den Verkehrsbetrieben Tychy (nicht aber mit den Straßenbahnen und Bussen in Katowice) besteht derzeit ein Verbundtarif. Eine Ausweitung dieses Systems zu einem auch den Rest des oberschlesischen Ballungsgebiets umfassenden Verkehrsverbund ist vorgesehen.
Seit 2012 schreitet eine massive Ausdehnung des Netzes zwecks Anbindung weiter Teile des oberschlesischen Reviers (etwa der Städte Gliwice, Zabrze und Mysłowice) voran, die anderen S-Bahnlinien werden aber nicht unter dem Namen Szybka Kolej Regionalna, sondern Koleje Śląskie geführt.